# カンタリジン
カンタリジン（英語: cantharidin）は、エーテル・テルペノイドに分類される有機化合物の一種。カルボン酸無水物を含む構造を持つ。含有する昆虫の一つジョウカイボン科（Cantharidae）にちなみ命名された。ピエール=ジャン・ロビケが1810年に初めてカンタリジンを単離した。
昇華性がある結晶で、水にはほとんど溶けない。皮膚につくと痛みを感じ、水疱を生じる。
ツチハンミョウ類、ジョウカイボン類、カミキリモドキ類、アリモドキ類、ハネカクシ類などの甲虫類が分泌する体液に含まれる。日本では、夜間に灯火に飛来するアオカミキリモドキ（Xanthochroa waterhousei）によって皮膚に水疱を生じる事故が多い。

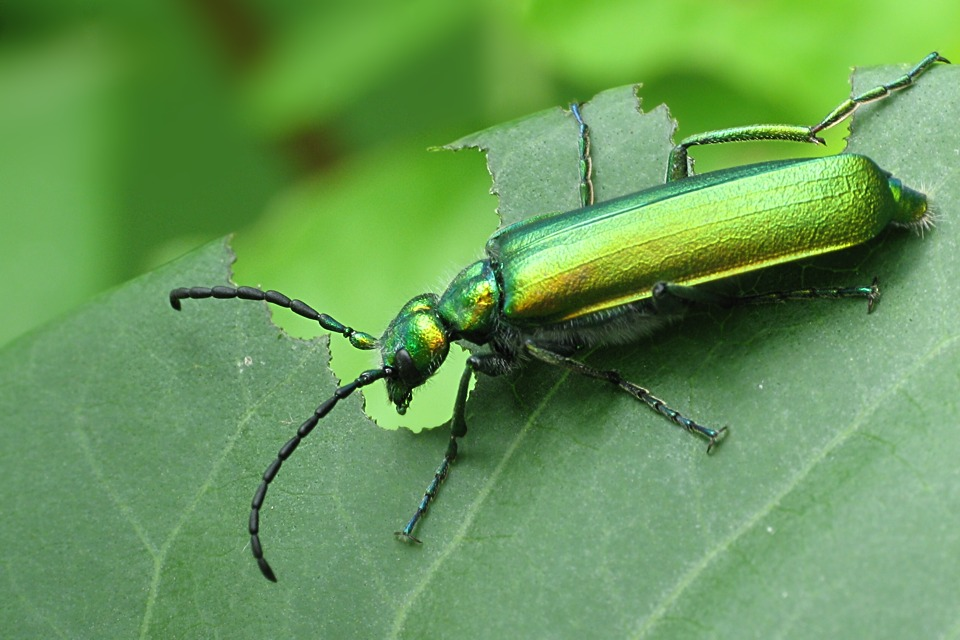
スパニッシュフライ（Lytta vesicatoria）

ヨーロッパに分布するツチハンミョウ科のスパニッシュフライ（Lytta vesicatoria）、ジョウカイボン科のカンタリス・ウェシカトリア（Cantharis vesicatoria）、日本ではマメハンミョウ（Epicauta gorhami）などがカンタリジンを持つ昆虫として有名である。カンタリス・ウェシカトリアは 0.6% – 1% のカンタリジンを含む。

## 利用
カンタリジンを含むカンタリス（カンタリデス・カンサリス）は古くから難病を治すことに使われていた。皮膚外用によって水泡ができ（発泡薬）、炎症や神経痛の治療、イボ取りなどに用いられている。また、内服によって尿失禁や膀胱炎の治療などに用いられている。かつて日本薬局方にカンタリジンを主成分とするカンタリスが収載されていたが、現在は削除されている（極量：1回0.03 g、1日0.1 g、致死量1.5 g）。薬事法施行規則では、カンタリジン及びその化合物が毒薬に、カンタリスとこれを含有する製剤およびカンタリジンまたはその化合物を含有する製剤（一部例外あり）が劇薬に指定されている。また、ホメオパシーのレメディとしても内服が行われている。
かつては乾燥した虫の粉を暗殺用の毒薬や媚薬としても用いた由。発毛剤としても使われていた。